# DDR-Eishockeymeisterschaft 1957/58
Die DDR-Eishockeymeisterschaft 1957/58 wurde in einer Oberliga mit sechs Mannschaften ausgetragen. DDR-Meister wurde wie in den Vorjahren die SG Dynamo Weißwasser. An den drei Spielklassen nahmen die gleichen Mannschaften wie in der Vorsaison teil, zusätzlich kamen in der 1. Liga die eingestuften Bezirksmeister aus Berlin und Karl-Marx-Stadt (ASK Vorwärts Berlin bzw. SC Motor Karl-Marx-Stadt) hinzu während in der 2. Liga der Vertreter aus dem Bezirk Erfurt, die BSG Motor Eisenach, das Teilnehmerfeld komplettierte.

## Meistermannschaft
| SG Dynamo Weißwasser | Klaus Hirche, Günter Katzur – Heinz Lachmann, Dieter Greiner, Günter Schischefski, Hans-Jürgen Johne, Heinz Kuczera, Horst Heinze, Erich Novy, Manfred Buder, Wolfgang Nickel, Horst Budich, Wolfgang Blümel, Kurt Stürmer, Peter Lehnigk; Trainer: Günter Lehnigk |

## Oberliga
| Pl. | Verein                    | Sp. | S | U | N | Tore  | Punkte |
| --- | ------------------------- | --- | - | - | - | ----- | ------ |
| 1.  | SG Dynamo Weißwasser (M)  | 10  | 9 | - | 1 | 71:12 | 18:02  |
| 2.  | SC Wismut Karl-Marx-Stadt | 10  | 7 | 1 | 2 | 47:25 | 15:05  |
| 3.  | SC Einheit Berlin         | 10  | 5 | 1 | 4 | 54:49 | 11:09  |
| 4.  | SC Dynamo Berlin          | 10  | 3 | 3 | 4 | 30:40 | 09:11  |
| 5.  | TSC Oberschöneweide 1     | 10  | 2 | - | 8 | 24:77 | 04:16  |
| 6.  | SG Dynamo Rostock         | 10  | 1 | 1 | 8 | 27:50 | 03:17  |

| (M) | Titelverteidiger |

## 1. Liga
| Pl. | Verein                       | Sp. | S | U | N | Tore    | Punkte |
| --- | ---------------------------- | --- | - | - | - | ------- | ------ |
| 1.  | BSG Aufbau Schönheide        | 2   | 2 | 0 | 0 | 016:100 | 04:0   |
| 2.  | ASK Vorwärts Berlin (N)      | 1   | 1 | 0 | 0 | 008:500 | 02:0   |
| 3.  | HSG Wissenschaft TH Dresden  | 1   | 1 | 0 | 0 | 005:200 | 02:0   |
| 4.  | BSG Lok Zittau               | 0   | 0 | 0 | 0 | 000:000 | 0:0    |
| 5.  | HSG Wissenschaft KMU Leipzig | 1   | 0 | 0 | 1 | 002:500 | 0:20   |
| 6.  | BSG Turbine Crimmitschau 2   | 1   | 0 | 0 | 1 | 004:700 | 0:20   |
| 7.  | SC Motor Karl-Marx-Stadt (N) | 2   | 0 | 0 | 2 | 011:170 | 0:40   |

Ergebnisse unvollständig.
| (A) | Oberliga-Absteiger |

## 2. Liga

### Aufstiegsrunde zur 1. Liga
Es ist anzunehmen, dass wie in den Jahren zuvor und danach die Staffelsieger teilnahmen. Bis auf den letztendlichen Aufsteiger BSG Wismut Wilkau-Haßlau sind keine weiteren Staffelsieger bekannt. Mit den Sportclub-Teams ASK Vorwärts Erfurt, SC Turbine Erfurt und SC Empor Rostock wurden drei Neueinsteiger (event. Bezirksmeister?) aufgrund ihrer Spielstärke in die 1. Liga eingestuft.
Ergebnisse nicht bekannt

### Vorrunde – Staffel 1
| Pl. | Verein                    | Sp. | S | U | N | Tore    | Punkte |
| --- | ------------------------- | --- | - | - | - | ------- | ------ |
| 1.  | BSG Wismut Wilkau-Haßlau  | 0   | 0 | 0 | 0 | 000:000 | 0:0    |
| 1.  | BSG Wismut Eibenstock     | 0   | 0 | 0 | 0 | 000:000 | 0:0    |
| 1.  | SC Traktor Oberwiesenthal | 0   | 0 | 0 | 0 | 000:000 | 0:0    |
| 1.  | BSG Wismut Annaberg       | 0   | 0 | 0 | 0 | 000:000 | 0:0    |

### Vorrunde – Staffel 2
| Pl. | Verein                         | Sp.                      | S                        | U                        | N                        | Tore                     | Punkte                   |
| --- | ------------------------------ | ------------------------ | ------------------------ | ------------------------ | ------------------------ | ------------------------ | ------------------------ |
| 1.  | BSG Einheit Dresden Süd        | 0                        | 0                        | 0                        | 0                        | 000:000                  | 0:0                      |
| 1.  | BSG Aktivist Knappenrode-Lohsa | 0                        | 0                        | 0                        | 0                        | 000:000                  | 0:0                      |
| 1.  | BSG Stahl Stalinstadt          | 0                        | 0                        | 0                        | 0                        | 000:000                  | 0:0                      |
| 1.  | BSG Chemie Weißwasser          | 0                        | 0                        | 0                        | 0                        | 000:000                  | 0:0                      |
|     | BSG Einheit Zittau             | Mannschaft zurückgezogen | Mannschaft zurückgezogen | Mannschaft zurückgezogen | Mannschaft zurückgezogen | Mannschaft zurückgezogen | Mannschaft zurückgezogen |

### Vorrunde – Staffel 3
| Pl. | Verein                   | Sp. | S | U | N | Tore    | Punkte |
| --- | ------------------------ | --- | - | - | - | ------- | ------ |
| 1.  | BSG Empor Oberhof        | 0   | 0 | 0 | 0 | 000:000 | 0:0    |
| 1.  | BSG Lokomotive Meiningen | 0   | 0 | 0 | 0 | 000:000 | 0:0    |
| 1.  | BSG Motor Weimar         | 0   | 0 | 0 | 0 | 000:000 | 0:0    |
| 1.  | BSG Fortschritt Apolda   | 0   | 0 | 0 | 0 | 000:000 | 0:0    |
| 1.  | BSG Stahl Brotterode     | 0   | 0 | 0 | 0 | 000:000 | 0:0    |
| 1.  | BSG Motor Eisenach (N)   | 0   | 0 | 0 | 0 | 000:000 | 0:0    |

### Vorrunde – Staffel 4
| Pl. | Verein                       | Sp. | S | U | N | Tore    | Punkte |
| --- | ---------------------------- | --- | - | - | - | ------- | ------ |
| 1.  | SG Dynamo Schierke           | 1   | 1 | 0 | 0 | 008:500 | 02:0   |
| 1.  | BSG Motor Fermersleben       | 0   | 0 | 0 | 0 | 000:000 | 0:0    |
| 1.  | BSG Stahl Ilsenburg          | 1   | 0 | 0 | 1 | 002:600 | 0:20   |
| 1.  | HSG Wissenschaft Halle 3     | 0   | 0 | 0 | 0 | 000:000 | 0:0    |
| 1.  | BSG Aktivist Werk Großzössen | 2   | 1 | 0 | 1 | 011:100 | 02:20  |

| (N) | Neuling |

## Aufstiegsspiele zur 2. Liga 1958/59
Für die Liga-Aufstiegsrunde waren die 15 Bezirksmeister der DDR teilnahmeberechtigt, jedoch wurden nicht von allen Bezirken Meisterschaften ausgetragen bzw. wurden Teilnehmer gemeldet. Letztendlich stiegen folgende Mannschaften zur Saison 1958/59 in die 2. Liga auf:
- BSG Motor Crimmitschau (Bez. Karl-Marx-Stadt)
- BSG Aufbau Waldheim (Bez. Leipzig)
- SC Dynamo Berlin II (Berlin)
- BSG Traktor Groß Düben (Bez. Cottbus)
- BSG Einheit Görlitz (Bez. Dresden)
- BSG Lok Zittau II (Bez. Dresden)
- BSG Einheit Ballenstedt (Bez. Halle)